# Arnaldo Deserti
Arnaldo Deserti (Genova, 1º aprile 1979) è un ex pallanuotista italiano.
Attualmente Direttore Sportivo della De Akker Team, dopo il suo ritiro nel 2023. 
Campione del mondo ai mondiali di nuoto di Shanghai 2011.

## Statistiche

### Presenze e reti nei club
Statistiche aggiornate al 23 dicembre 2010.

## Palmarès

### Club
- Campionato italiano: 3

Pro Recco: 2005-06, 2006-07, 2007-08
- Coppe Italia: 3

Pro Recco: 2005-06, 2006-07, 2007-08
- Eurolega: 2

Pro Recco: 2006-07, 2007-08
- Coppa delle Coppe: 1

Posillipo: 2002-03
- Coppe LEN: 1

Brescia: 2001-02
- Supercoppa LEN: 1

Pro Recco: 2007
- Campionato svizzero: 2

Lugano:2017, 2018
- Coppa di Svizzera: 2

Lugano: 2017, 2018

### Nazionale
- Mondiali

Shanghai 2011: 
- World League

Firenze 2011: 
Almaty 2012: 
- Europei

Zagabria 2010: 
- Oro ai campionati mondiali juniores: 1

Italia: Kuwait City 1999
- Oro alle Universiadi

Italia: Pechino 2001